# Erich Kunzel
Erich Kunzel (ur. 21 marca 1935 w Nowym Jorku, zm. 1 września 2009 w Bar Harbor) – amerykański dyrygent.

## Życiorys
Związany był z Cincinnati Pops Orchestra zajmującą się wykonywaniem klasyków muzyki pop, muzyką filmową oraz rozrywkową muzyka pisaną na orkiestrę. W repertuarze orkiestry były między innymi utwory Beatlesów. Wraz z orkiestrą występował w największych salach muzycznych świata w tym Carnegie Hall, Grand Ole Opry oraz Great Hall of The People w Pekinie. Razem z orkiestrą nagrał blisko 80 płyt.
Odznaczony Narodowym Medalem Sztuki.
W kwietniu 2009 wykryto u niego raka trzustki i okrężnicy. Zmarł w szpitalu w Bar Harbor, niedaleko swojego domu na Swan’s Island.